# Raymond Asquith, 3. Earl of Oxford and Asquith
Raymond Asquith, 3. Earl of Oxford and Asquith OBE (* 24. August 1952) ist ein britischer ehemaliger Diplomat sowie späterer Industriemanager und Mitglied des britischen House of Lords.

## Leben
Raymond Benedict Barthelemew Michael Asquith entstammt einer politisch liberalen englischen Familie, die besonders im 20. Jahrhundert von bedeutendem politischen Einfluss war. So war sein Urgroßvater Herbert Henry Asquith (1852–1928) Premierminister von Großbritannien und ihm wurde 1926 der erbliche Titel eines Earls of Oxford and Asquith (zusammen mit dem Titel eines Viscounts Asquith) verliehen. Raymond Asquith ist ältester Sohn von Julian Asquith, 2. Earl of Oxford and Asquith (1916–2011). Er ist seit 1978 mit Mary Clare Pollen (* 1951) verheiratet, mit der er vier Töchter und einen Sohn hat.
Raymond Asquith, der zu Lebzeiten seines Vaters dessen Titel Viscount Asquith als Höflichkeitstitel trug, wurde in der Privatschule Ampleforth College erzogen. Danach studierte er am Balliol College der Universität Oxford. Nach Abschluss seines Studiums trat er 1980 in den britischen diplomatischen Dienst. Von 1983 bis 1985 war er der Botschaft in Moskau als First Secretary zugeteilt. Danach war er von 1986 bis 1992 Cabinetsofficer im FCC (Foreign and Commonwealth Office), und schließlich von 1992 bis 1997 Councillor an der Botschaft in Kiew. 1997 schied er aus dem diplomatischen Dienst aus und wurde im selben Jahr Direktor der JKX Oil and Gas plc (public limited company). Ab 2002 ist er Direktor der Zander Corporation LTD.
Nach dem Tode seines Vaters 2011 erbte er dessen Titel und war nun der 3. Earl of Oxford and Asquith. Nach dem Ableben von Robert Methuen, 7. Baron Methuen am 9. Juli 2014, wurde dessen Sitz im House of Lords vakant, so dass eine Nachwahl für diesen dem Erbadel zustehenden Oberhaussitz aus den Reihen der nicht im House of Lords vertretenen erblichen Titelträger nach dem House of Lords Act 1999 notwendig wurde. Raymond Asquith bewarb sich um diesen Sitz und wurde am 2. Oktober 2014 mit 155 Stimmen von seinen Standesgenossen gewählt. Er ist liberaldemokratisches Mitglied des House of Lords.
1992 wurde er mit dem OBE (Order of the British Empire) ausgezeichnet.